# Arcade (песня)
«Arcade» (с англ. — «Аркада») — англоязычная песня голландского певца Дункана Лоуренса, представлявшего Нидерланды на конкурсе песни Евровидение 2019 в Тель-Авиве (Израиль), который он выиграл. Песня была выпущена в цифровом формате 7 марта 2019 года.
Песня была написана Лоуренсом, Джоэлем Хэ, Вутером Харди и Уиллом Ноксом. После того, как был объявлен полный список песен, «Аркада» была фаворитом на победу в конкурсе и оставалась таковой до конца конкурса.

## Предыстория
В одном из интервью Лоуренс сказал:

Во время учёбы в Рок-академии в Тилбурге я научился обращаться с большой аудиторией, не теряя при этом своей истории. Я искал истории, которые тронули меня и что-то значат для меня или кого-то ещё. Я нашел вдохновение в истории от любимого человека, который скончался в раннем возрасте. Слова и аккорды только что пришли ко мне, от всего сердца. С помощью Джоэля Хэ и Вутера Харди мы создали общую историю: Arcade. Arcade — это история о поиске любви вашей жизни. Речь идет о надежде достичь чего-то, что кажется недостижимым. Я написал много песен после того, как я написал Arcade, но Arcade почувствовал, как сердце, а также как начало поиска, как я могу прикоснуться к другим людям, моими песнями.
— Дункан Лоуренс

## Конкурс песни Евровидение
Песня была выбрана для представления Нидерландов на Конкурсе песни Евровидение 2019, после того как голландский телеведущий выбрал Дункана Лоуренса. 28 января 2019 года был проведен специальный розыгрыш, в котором каждая страна была включена в один из двух полуфиналов. Нидерланды были помещены во второй полуфинал, который состоялся 16 мая 2019 года, и должны были выступить во второй половине шоу. В итоге Лоуренс выступил 12-м и вышел в финал, который он выиграл с 498 очками.